# Galba
Servius Sulpicius Galba, född 24 december 3 f.Kr. i närheten av Terracina, död 15 januari 69 e.Kr. (mördad) i Rom, var romersk kejsare från den 9 juni 68 e.Kr. till sin död. Han var den första av de kejsare som regerade under det kaotiska fyrkejsaråret. Med en lång militär och civil karriär bakom sig blev han kejsare i samband med guvernören Vindex uppror och kejsar Neros självmord. Han mördades efter drygt sju månader vid makten och efterträddes av Otho. 
Suetonius och Plutarchos har skrivit bioggrafier över Galba.

## Vägen till makten
Galba var son till Gaius Sulpicius Galba och Mummia Achaica. Han hade uråldriga patriciska anor och en stor förmögenhet; därutöver var han gunstling till både Livia Drusilla och Claudius. Vid ung ålder adopterades han av sin styvmor Livia Ocellina och tog därför namnen Lucius Livius Ocella. Han inledde sin karriär som senator i ovanligt ung ålder, blev konsul år 33 e.Kr. befälhavare över en armé i norra romarriket 39 e.Kr. och tjänstgjorde som prokonsul i provinsen Africa år 45. År 60 blev Galba guvernör av Hispania Citerior (Främre Spanien) vilket han var till år 68 då han fattade misstankar om att Nero tänkte mörda honom. Samma år tackade Galba ja till ett erbjudande från Gallia Lugdunensis guvernör Julius Vindex att leda ett uppror mot Nero. Galba samlade en armé i Spanien och fick stöd av stora delar av imperiet, också av sin efterträdare Otho, guvernör av Hispania Ulterior (Bortre Spanien). När Nero, förrådd av praetorianerna, begick självmord den 9 juni samma år blev Galba formellt erkänd som kejsare av senaten. Som kejsare tog han namnet Servius Galba Caesar Augustus.

## Kejsargärning
Galba inledde sitt sjumånaders styre med att låta avrätta en mängd högt uppsatta romare, bland dem prokonsuln Petronius Turpilianus, legaten Clodius Macer och ståthållaren av Germania Inferior Fonteius Capito. Avrättningarna fläckade Galbas rykte och födde hos många en motvilja mot honom. Hans stöd till de galliska stater som stött Vindex skapade osämja i Nedre Rhen-armén som i början av år 69 utropade sin befälhavare Vitellius till kejsare. Ett annat problem var att tre av hans rådgivare, generalen Vinius, praetorianprefekten Laco och hans frigivne Icelus Marcianus, ansågs ha alltför stort inflytande över honom. Han tog också beslut som var svåra att förstå för romerska folket, som hans vägran att bestraffa eunucken Halotus och f.d. praetorianprefekten Tigellinus, trots att de sågs som de värsta av Neros lakejer. Galba vägrade belöna praetorianerna för att de förrått Nero och adopterade Lucius Calpurnius Piso Frugi Licinianus som efterträdare istället för Otho som hade praetorianernas stöd. Praetorianerna skred då till verket och mördade honom och Piso på Forum Romanum.

## Fotnoter
1. ↑  Suetonius, Galba 2-3
2. ↑  Suetonius, Galba 5
3. ↑  Suetonius, Galba 7
4. ↑  Suetonius, Galba 4
5. 1 2 3  Linders, 2003
6. ↑  Tacitus, bok I:6-7
7. ↑  Suetonius, Galba 14
8. ↑  Suetonius, Galba 15